# エドモンド・ベーコン
エドモンド・ベーコン（Edmund Norwood Bacon、1910年5月2日 - 2005年10月14日）は、アメリカ合衆国の都市計画家。
長年に渡ってフィラデルフィア都市計画委員会のエグゼクティヴディレクターを務めたことで著名な人物。フィラデルフィアとの関係は半世紀に及ぶ。その間行政の中でまた独立した都市専門家として、さらに大学という教育の舞台でこの都市の都市計画やアーバンデザインに多大な功績を残している。

## 経歴等
コーネル大学で建築を学び、さらにクランブルック芸術学院でエリエル・サーリネンに師事。卒業後、都市計画専門職としてミシガン州フリント市に2年勤務。
1938年、フィラデルフィア住宅協会の責任者として赴任。1949年から1970年にわたってフィラデルフィア市都市計画委員会で実務責任者として腕をふるう
1958年、設立されたばかりのペンシルベニア大学都市計画学科で教授に就任
1967年、代表的著書『Design of Cities』出版
1971年、長年の功績に対しアメリカ計画家協会AIPから優秀功労賞を授与
1976年、R.Sレイノルズ・コミュニティ建築記念賞受賞
1989年、シカゴ建築賞受賞
1990年、国際建築家連盟UIAアバークロンビー都市計画賞受賞

## 業績等
フィラデルフィアで関与した大規模プロジェクトには主に以下のものがある。
- The Better Philadelphia Exhibition（1947年、ルイス・I・カーンらと共同）
- Penn Center（1952年-）
- Society Hill（1957年-、I.M.ペイと共同）
- Market East Project（1958年-）
- The City's Comprehensive Plan（1960年）
- The 1963 Center City Plan（1963年）

またベーコンは、アーバンデザイナーの定義において、真のアーバンデザイナーに必要なのは、建築家と都市計画家と行政官を兼ね備えた人物と述べている。しかしながら、フィラデルフィアはその後、ヘルムート・ヤーン設計による紳士協定の高さ制限（リバティーブレーズ）を超えた超高層ビルを計画を皮切りに次々と協定が破られ、ベーコンが嘆く結果となる。
さらに、都市の諸計画の他にも、高速道路建設から郊外と都心部とを結ぶインフラストラクチャー整備などにもつとめる。その一方でベーコンの業績はマイノリティよりミドルクラス・白人が享受する施設計画ばかりであったとの批判もある。

## 私生活
二人の息子、四人の娘がおり、長男はミュージシャンのマイケル・ベーコン、次男は俳優のケビン・ベーコンである。